# Zamach w Stambule (19 marca 2016)
Zamach w Stambule 19 marca 2016 – samobójczy atak terrorystyczny przeprowadzony przez Państwo Islamskie przy prestiżowej ulicy İstiklal Caddesi. W jego rezultacie zginęło pięć osób (łącznie z napastnikiem), a 36 zostało rannych.

## Przebieg wydarzeń
Do zamachu doszło 19 marca 2016 około godz. 11 lokalnego czasu na ważnej ulicy handlowej, Alei Niepodległości (İstiklal Caddesi). Zamachowiec wysadził się w powietrze kilkaset metrów od miejsca, gdzie zwykle parkują samochody policyjne. Terrorysta prawdopodobnie chciał wysadzić się w innym, bardziej zatłoczonym miejscu, jednak przestraszył się zatrzymania przez policję i wysadził się w powietrze, zanim dotarł do ustalonego celu. W ataku zginęły, oprócz napastnika, cztery osoby: troje obywateli Izraela (w tym jedna osoba z podwójnym obywatelstwem) oraz Irańczyk. 39 osób, z czego 24 cudzoziemców, odniosło rany.
Początkowo władze tureckie podejrzewały o zorganizowanie zamachu w równym stopniu Państwo Islamskie i Partię Pracujących Kurdystanu, która w Turcji traktowana jest jak organizacja terrorystyczna. Kurdyjska partia zaprzeczyła, jakoby przygotowała atak i potępiła uderzenia w przypadkowych cywilów. Żadna organizacja w pierwszej kolejności nie przyznała się do zorganizowania ataku. Ostatecznie minister spraw wewnętrznych Turcji Efkan Ala podał, iż sprawca zamachu został zidentyfikowany jako Mehmet Öztürk, 24-letni obywatel turecki z prowincji Gaziantep, związany z Państwem Islamskim i działający w jego szeregach w Syrii w latach 2013-2015.

### Tło i przyczyny zamachu
Państwo Islamskie stanowiło w okresie przeprowadzenia zamachu jedno z najpoważniejszych zagrożeń dla bezpieczeństwa i stabilności Turcji, od 2013 jest uznawane przez Ankarę za organizację terrorystyczną. Równocześnie władze tureckie były oskarżane (przez opozycję, organizacje kurdyjskie, jak również Rosję) o współpracę z tą organizacją terrorystyczną m.in. poprzez dozbrajanie jej, tolerowanie przepływu dżihadystów przez granicę turecką i prowadzenie przez nich agitacji na terytorium Turcji. Publiczne wyrażanie sympatii wobec Państwa Islamskiego zarzucano politykom rządzącej Partii Sprawiedliwości i Rozwoju. Przyczyną, dla której Turcja miałaby tolerować lub nawet wspierać IS, jest jego skrajna wrogość wobec rządów Baszszara al-Asada w Syrii; Ankara również w 2016 dążyła do ich obalenia, wspierając otwarcie organizacje opozycji syryjskiej w wojnie domowej.  Drugą przyczyną ambiwalencji w stosunkach między IS a Turcją jest wspólna wrogość wobec kurdyjskich organizacji zbrojnych, w tym niepodległościowych. Według Mateusza Chudziaka właśnie ambiwalencja polityki Ankary wobec Państwa Islamskiego zachęciła terrorystów do przeniesienia działań na terytorium tureckie, zorganizowania na nim ataków na Kurdów, a w dalszej kolejności także na innych "wrogów islamu" w rozumieniu IS - za takowych uważa się np. turystów z Europy Zachodniej.